# Khamsin

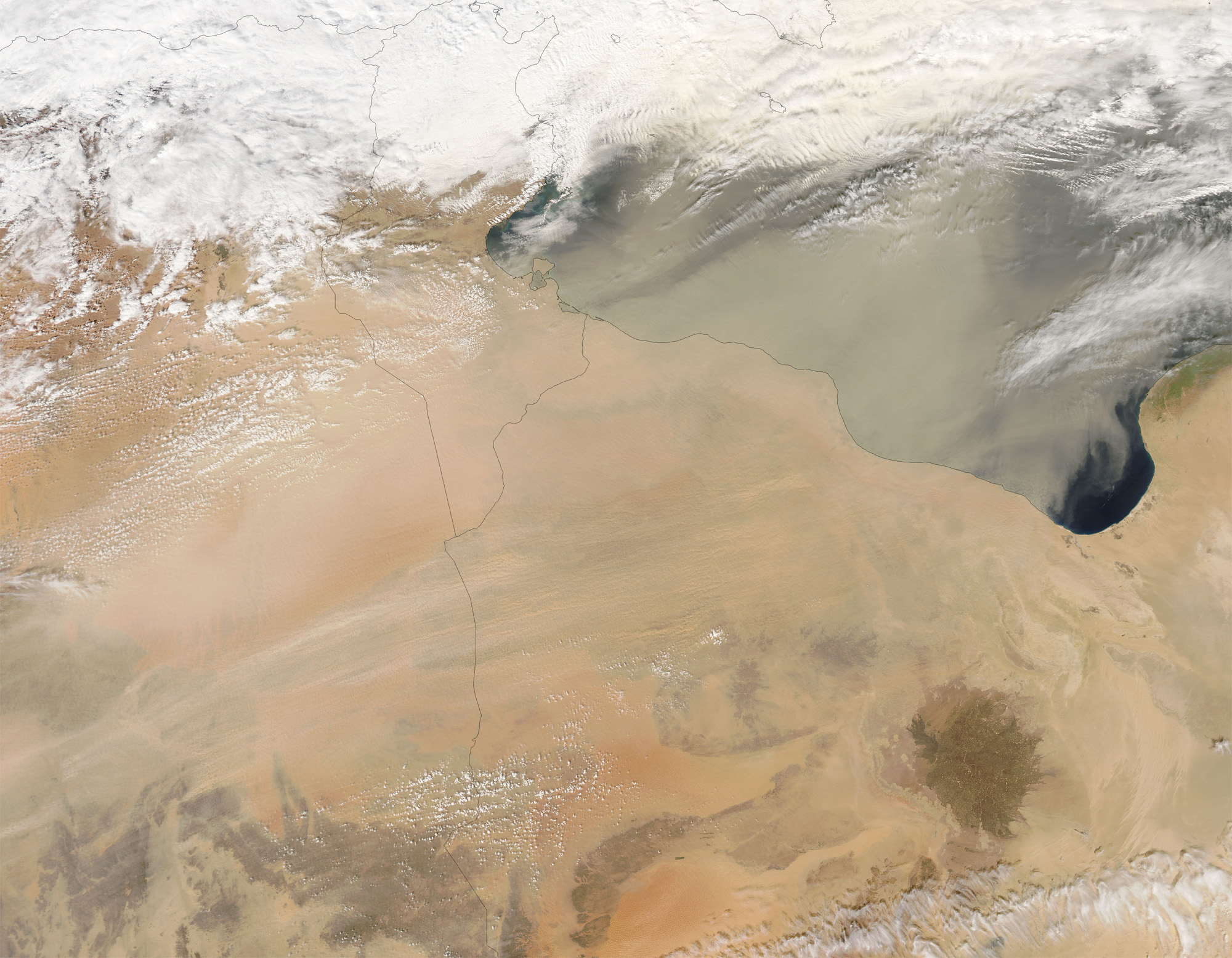
Tempête de sable sur la Libye.

Le khamsin (kamsin ou chamsin ; en arabe : خمسين, khamsīn or khamseen, pronon. kam.sɛ̃) est un vent du Sud soufflant transportant du sable brûlant du désert d'Égypte ou de Libye vers le Nord.  

## Description et cause
Il s'agit d'un vent sec, chaud et poussiéreux, au souffle brûlant, typique du climat désertique. Il donne au ciel une teinte orange foncé ; l'air se charge de poussière ce qui rend la respiration oppressante. Les vents soufflent sur plusieurs jours de façon régulière et bien que de fortes rafales puissent arracher les feuilles des arbres, il ne faut pas le confondre avec le simoun qui lui est soudain et violent.
Le khamsin est déclenché par des dépressions se déplaçant vers l'est le long du sud de la mer Méditerranée ou le long de la côte nord-africaine de février à juin. En Égypte, le khamsin transporte de grandes quantités de sable et de poussière des déserts avec des vents réguliers, mais pouvant parfois atteindre jusqu'à 140 kilomètres par heure, et provoque aussi une élévation des températures allant jusqu'à 20 °C en deux heures.

## Dénominations
En arabe son nom signifie « cinquantaine » parce qu'il est censé ne souffler que pendant une cinquantaine de jours au printemps. En Israël, le khamsin (hébreu : חמסין) est connu plus formellement sous le nom de sharav (שרב), et le terme biblique pour le khamsin est ruaḥ qadīm (רוח קדים) ou « vent d'est ».
Il est aussi surnommé vent de Seth, le khamsin était, dans l'Égypte antique, symbolisé par le dieu Seth et se dit resetyu (rstyw en hiéroglyphes égyptiens).

## Histoire
Pendant la campagne d'Égypte de Napoléon Bonaparte en 1798, les soldats français eurent du mal avec le khamsin : quand la tempête apparut « comme une teinte de sang dans le ciel lointain », les indigènes allèrent se mettre à couvert tandis que les Français « ne réagissaient pas, il était trop tard, puis étouffé et évanoui dans les murs étouffants et de la poussière ».
Pendant la campagne nord-africaine de la Seconde Guerre mondiale, les troupes alliées et allemandes furent plusieurs fois forcées d'arrêter au milieu d'une bataille à cause des tempêtes de sable causées par le khamsin. Les grains de sable tourbillonnant dans le vent aveuglaient les soldats et créaient des perturbations électriques qui rendaient les boussoles inutiles.

## Autour du nom
La marque automobile Maserati a produit un véhicule de ce nom "MASERATI KHAMSIN" de 1974 à 1982.